# Zohre Esmaeli

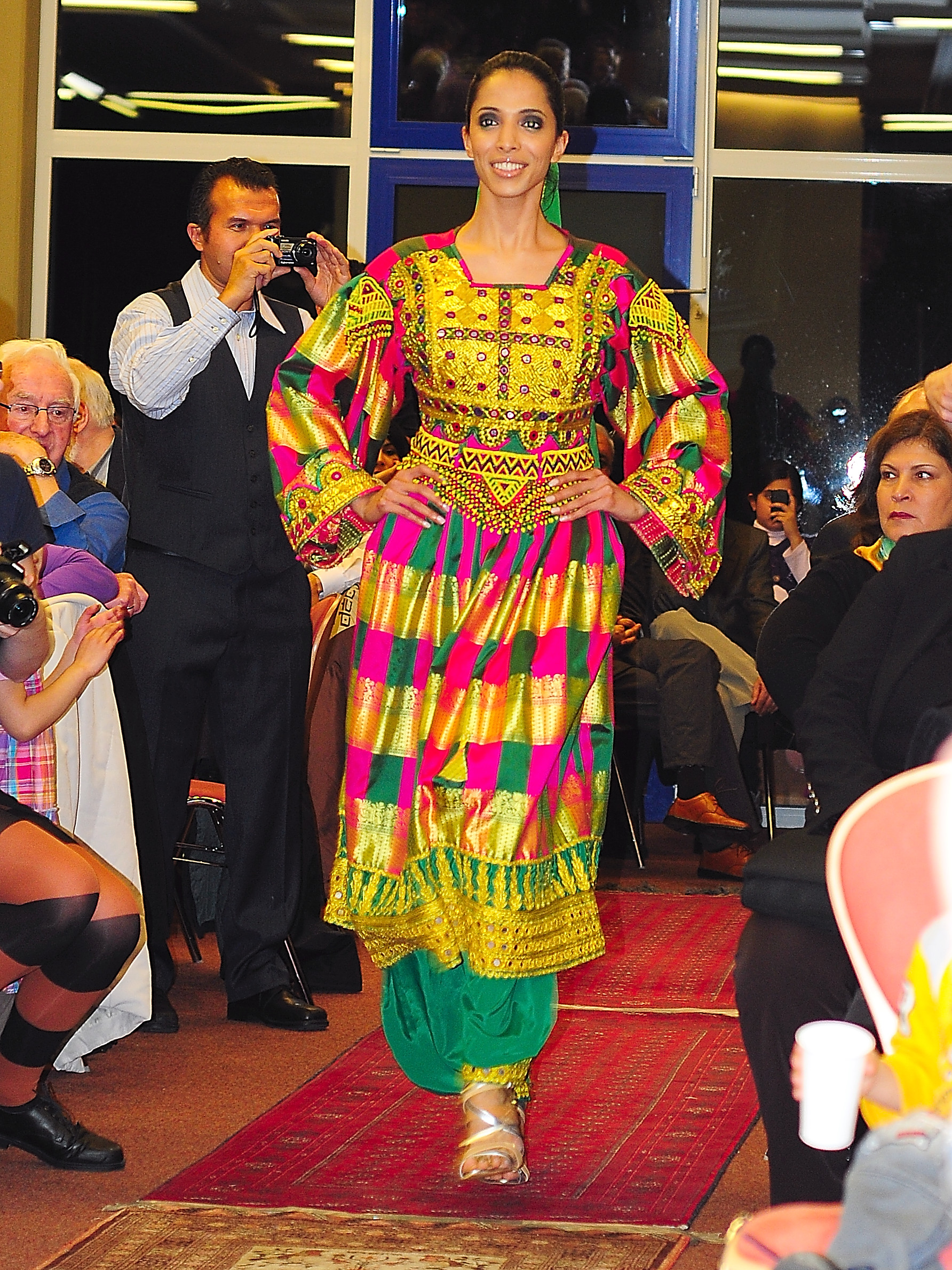
Zohre Esmaeli präsentiert am 5. November 2011 afghanische Mode während der „Afghanischen Nacht“ in Bad Kreuznach auf Einladung des Vereins Afghanistan – Hilfe, die ankommt.

Zohre Esmaeli (* 1. Juli 1985 in Kabul) ist ein in Berlin lebendes afghanisches Model. Sie wirkt als Politikberaterin, Vortragsrednerin, Buchautorin, ist Unternehmerin und entwirft Kollektionen.

## Biografie
Geboren in Kabul, Afghanistan, floh Esmaeli 1999 gemeinsam mit ihrer Familie aus Afghanistan nach Deutschland. Sie wohnte zuerst in Kassel und besuchte die dortige Schule.
Als Model wurde sie von der damaligen Miss Hessen in einem Modegeschäft entdeckt, die sie an einen Fotografen vermittelte. Mit achtzehn ließ sie Bilder von sich machen und hatte seitdem Aufträge für Modestrecken mit Vogue und Cosmopolitan sowie anderen bekannten Modemagazinen. Sie trat auf Fashion Weeks u. a. in New York, Paris und Mailand auf.
Seit 2017 ist Esmaeli das Gesicht der Standortkampagne der Bundesregierung Deutschland – Land der Ideen.

## Soziales Engagement
Esmaeli versteht sich als „transkulturelle Aufklärerin“. Sie unterstützt den Verein Afghanistan – Hilfe die ankommt e.V. in Bad Kreuznach. Sie ist Botschafterin des gemeinnützigen Vereins Save Society, welchen sie mitgegründet hat. Im November 2015 hat Zohre Esmaeli ihr eigenes Projekt Culture Coaches vorgestellt, welches die dauerhafte Eingliederung von Flüchtlingen zum Ziel hat und von der Bürgerstiftung Berlin unterstützt wird. Mit Hilfe der Bürgerstiftung gründete sie die Zohre Esmaeli Stiftung. Um aktiv „Kindern in Not“ zu helfen, gestaltete sie selbst einen Buddy Bären, der bei einer großen Wohltätigkeitsveranstaltung zugunsten ihrer Stiftung versteigert wurde.
2014 wurde Esmaeli zur Botschafterin der Antidiskriminierungsstelle des Bundes ernannt. Seit 2016 ist Esmaeli als Sozial-Unternehmerin in Berlin aktiv, um Flüchtlingen beim Ankommen in der neuen Heimat zu helfen. Seit Sommer 2018 ist sie ebenso Unterstützerin des Deutschen Roten Kreuzes.